# Logo (Zeichen)
Ein Logo ist ein grafisches Zeichen (Signet), das ein bestimmtes Subjekt repräsentiert, welches ein Unternehmen, eine Organisation, eine Privatperson oder ein Produkt sein kann. Es kann als reine Bildmarke, Wortmarke oder Wort-Bild-Marke gestaltet sein und ist der wesentliche Bestandteil des visuellen Erscheinungsbildes (Corporate Design) sowie Träger der Identität (Corporate Identity) des Rechteinhabers.
Das älteste Logo der jüngeren Geschichte geht auf das Monogramm von Albrecht Dürer (1498) zurück. 

## Etymologie
Das Wort Logo leitet sich indirekt vom vieldeutigen griechischen Begriff lógos (λόγος) ab, das u. a. Wort bedeutet. Im traditionellen Schriftsatz gab es neben den Typen für einzelne Buchstaben auch solche für ganze Silben oder Wörter, die dementsprechend Logotypen genannt wurden. Aus der Kurzform Logo entwickelte sich die heutige Bedeutung.

## Gestaltung
Ein Logo kann aus einem oder mehreren Buchstaben oder aus einer Kombination von Buchstaben bestehen. Nach anderer Meinung besteht ein Logo immer aus Wort- und Bildmarke, da es sich andernfalls lediglich um ein Signet oder aber um die reine Wortmarke handelt (siehe dazu Logografie und Wort-Bild-Marke).
Ein Logo sollte prägnant und wiedererkennbar sein und als Identifikationsmerkmal für das gesamte Unternehmen stehen.
|  | IBM-Logo (Paul Rand) | International Business Machines Corporation |
|  | 3M                   | Minnesota Mining and Manufacturing          |
|  | AEG                  | Allgemeine Elektrizitäts-Gesellschaft       |

## Corporate Design
Organisationen wie Museen oder Messen verwenden vorwiegend ein eigenes Corporate Design (CD). Darin legen sie Regeln fest, wie und welche visuellen Elemente eingesetzt werden, um den Auftritt unverwechselbar zu gestalten. Ein eigenes Logo verwenden beispielsweise: CeBIT und Museum of Modern Art. Das Gleiche gilt inzwischen für viele öffentliche Einrichtungen, für Behörden und Gemeinden sowie für private Institutionen und Vereinigungen. Neben dem Logo sind im Corporate Design auch Typografie (Schriften und die verwendeten Schriftschnitte), Hausfarben sowie die grundsätzliche Gestaltung aller Werbemittel festgelegt.
Auch ein Unternehmensverbund wie die Sparkassen-Finanzgruppe kann mit einem einheitlichen Logo auftreten, wobei ein Unternehmen die Kollektivmarke als Rechteinhaber besitzen muss:
|  | Frankenbund mit Würzburger Rennfähnlein.                       |
|  | Das Logo der Sparkassen-Finanzgruppe ist eine Wort-Bild-Marke. |

## Rechtlicher Hintergrund
Es gibt zudem die markenrechtliche Bezeichnung Marke.
Im Zusammenhang mit einem Logo wird die Marke als Wortmarke spezifiziert. Eine Wort-Bild-Marke ist eine Kombination aus Bild- und Schriftzeichen; besteht lediglich ein Bildzeichen, ist es eine Bildmarke. Ein Logo wird rechtlich erst durch die Anmeldung und Eintragung beim Patent- und Markenamt zu einer Marke.
|  | Das Logo der Deutschen Bank ist eine Wort-Bild-Marke.                          |
|  | Das ehemalige Logo der Firma Dennert & Pape Aristo – Werke ist eine Wortmarke. |

## Gestaltungsregeln
Üblicherweise beauftragen Unternehmen oder Werbeagenturen Gebrauchsgrafiker oder eine Designagentur mit dem Entwurf eines solchen Zeichens (Produktdesign). Zumeist werden die folgenden fünf Grundsätze berücksichtigt.

### Verständlichkeit
Das Logo kann auf den Namen anspielen oder auf die Tätigkeit des Unternehmens hinweisen. Das kann durch ein grafisches Symbol oder die Auswahl einer passenden Schrift geschehen. Wird ein Unternehmensname oder ein Markenname mit einem grafischen Zeichen (Icon) kombiniert, ist es eine Wort-Bild-Marke.
|  | Die Shell-Muschel steht für den Firmennamen (Raymond Loewy)      |
|  | Das Logo vom S. Fischer Verlag ist redend                        |
|  | Der Kranich der Lufthansa unterstreicht das Fliegen (Otto Firle) |

### Unverwechselbarkeit
Ein Logo transportiert das Unternehmens-Image. Wenn es bereits von anderen Assoziationen besetzt ist, wird es schwieriger, eine eigene Identität oder das Unternehmensprofil zu etablieren. So ergibt sich die Gefahr, übersehen oder verwechselt zu werden. Aus unzureichender Unverwechselbarkeit können auch rechtliche Probleme entstehen.
|  | Das magentafarbene Logo der Deutschen Telekom |
|  | Der Frosch des Schuhpflegeunternehmens Erdal  |

### Einprägsamkeit
Hier sollte die Formel KISS gelten: „Keep It Short (and) Simple“ (sinngemäß: „halte es kurz und einfach“) – was einfach ist, ist einfach zu merken. Erfolgreiche Unternehmenszeichen wie von Audi, Opel, VW, Nike oder Apple sind so einfach, dass sie viele Verbraucher auswendig nachzeichnen können.
|  | Das Logo der Automarke VW ist ziemlich einfach gestaltet, lässt sich jedoch in kleiner Größe nur schlecht reproduzieren. |
|  | Das Logo von Adobe ist auch sehr klein noch erkennbar.                                                                   |

### Reproduzierbarkeit
Farbenfrohe Logos sind technisch kein Problem, es gibt jedoch Ausnahmen, und hier ist ein gutes Logo bedeutsam. Es muss vor allem auf Produkten gut erkennbar sein, aber auch als Fax, als Stempel, aus der Entfernung, auf einem T-Shirt gestickt oder auf dem Werbekugelschreiber noch gut aussehen. Das Logo ist das Hinweisschild zu einem Unternehmen und keine bunte Illustration.
Gute Logos genügen höchsten Anforderungen und sind in einer Breite von 20 Millimetern oder kleiner noch deutlich erkenn- und lesbar. Damit ein Logo allen diesen Anforderungen gerecht wird, bedarf es vieler Kompromisse, wie Abkürzungen und Reduktion auf ein Optimum. Der von Kreativen gern und oft zitierte Spruch „Weniger ist mehr“ trifft hier exakt zu.
|  | Das Apple-Logo ist sehr einfach zu zeichnen. |

|  | Dieses Logo eines Kleinverlages ist aufgrund der sehr kleinen Buchstaben S und K im Verhältnis zum V in kleiner Darstellung schwer reproduzierbar. Ihr Wiedererkennungswert ist besonders bei kleineren Unternehmen fraglich. |

### Anforderungen
Ein Logo enthält Hauptelemente und Nebenelemente. Hauptelemente sind der Unternehmensname und die angebotene Leistung oder das angebotene Produkt. Gegebenenfalls verzichtbare Nebenelemente sind grafische Elemente, ein Slogan oder eine Identitätsaussage.
|  | Ein schon bekanntes Unternehmen, wie Adidas, ist bekannt genug, um mit einem reinen Bildzeichen (Signet) zu werben. |

Ein Unternehmen, das erst bekannt werden will, wird auch im Logo zumindest auf den Unternehmensnamen und das angebotene Produkt oder die angebotene Leistung Bezug nehmen müssen.

## Schutzzone

Visualisierung der Schutzzone beim ehemaligen Compaq-Logo

Viele Logos haben eine definierte Schutzzone, also einen Rand um die Logo-Elemente, welcher bei der Platzierung des Logos nicht weggelassen werden darf und in den keine anderen Elemente hineinragen dürfen.

## Satirische Abwandlungen

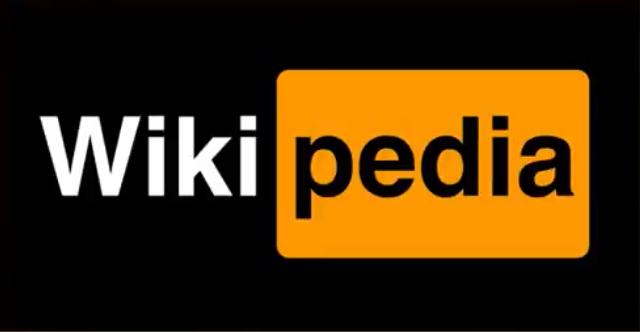
Abgewandeltes Pornhub-Logo

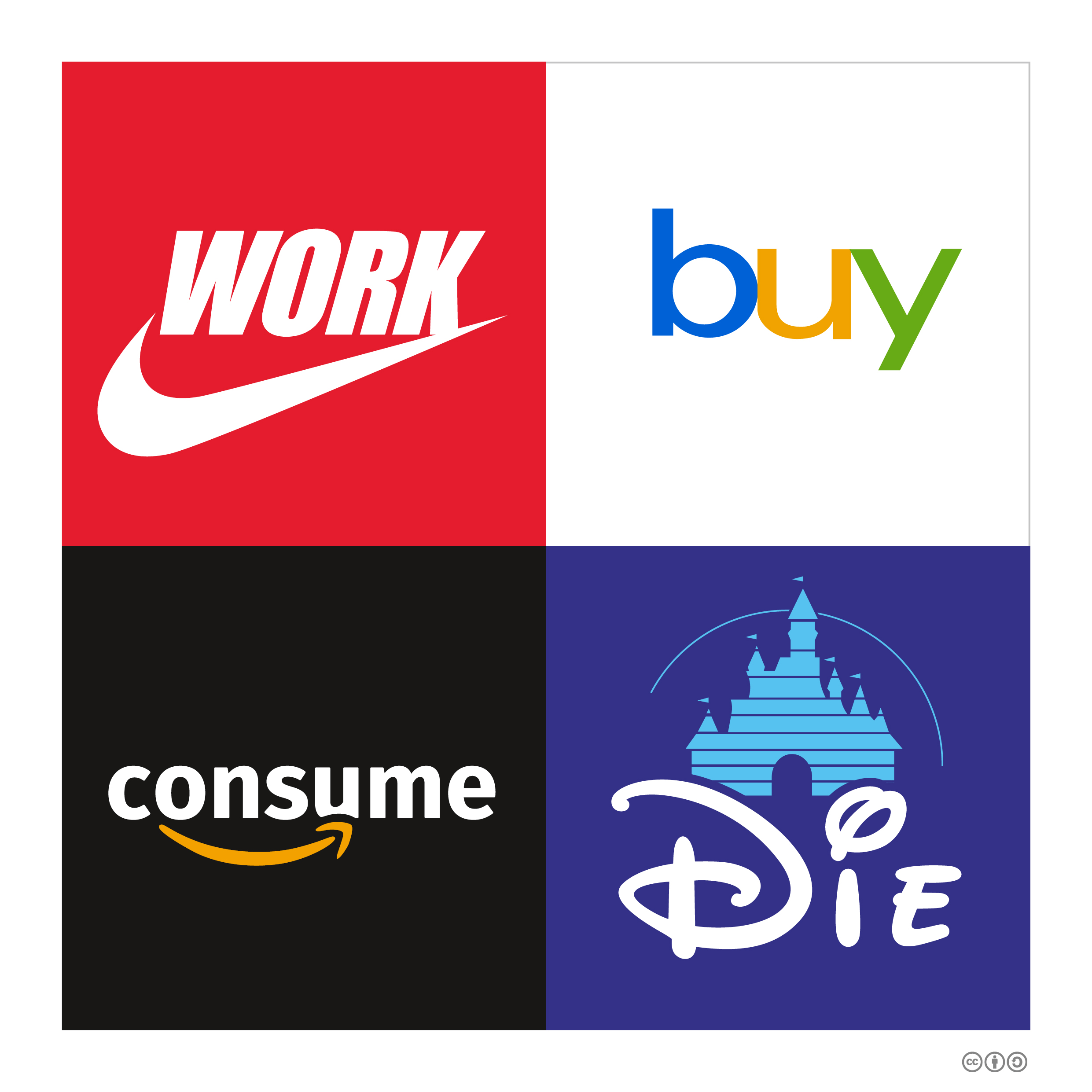
Satire der Logos von Nike, Ebay, Amazon und Disney anhand des bekannten konsumkritischen Slogans „Work, buy, consume, then die“

Für humoristische Zwecke ist es sehr beliebt, Logos in abgewandelter Form zu ändern oder umzugestalten, um eine Botschaft zu transportieren. Man spricht auch von Markenparodie. Markenrechtlich betrachtet dürfen Zeichen, die einer bekannten Marke zumindest ähnlich sind, nicht benutzt werden, wenn hierdurch die Unterscheidungskraft der bekannten Marke ausgenutzt wird. Hierfür reicht es aus, dass der Durchschnittsverbraucher die Parodie mit der älteren Marke gedanklich in Verbindung bringt und der Parodist die Aufmerksamkeit, die die ältere Marke in der Gesellschaft hat, seiner Parodie kommerziell zugutekommen lässt. Allerdings gelten diese Grundsätze bei Parodie und Satire nicht uneingeschränkt. Denn die Grundrechte der Kunst- und Meinungsfreiheit des Parodisten können dazu führen, dass die Markenparodie trotzdem erlaubt ist. Eine Markenparodie kann als Kunst gelten oder eine Meinungsäußerung darstellen, auch wenn der Parodist nichts komplett neues geschaffen, sondern lediglich eine bekannte Marke verändert hat – die Nachahmung ist ja gerade ein Merkmal der Parodie. Es muss allerdings immer im Einzelfall entschieden werden. Der bekannte „springende Pudel“ (eine Abwandlung des Logos der Marke Puma) darf laut BGH zwar auf T-Shirts gedruckt und verkauft werden, jedoch haben die Parodisten kein Recht, das Logo selbst als Marke eintragen zu lassen.
Als Beispiel rechts ein abgewandeltes Pornhub-Logo mit mehreren Interpretationsmöglichkeiten: „Man kann Wikipedia so exzessiv benutzen wie manche eine Pornoseite“ oder „Niemand will es zugeben, aber die meisten benutzen es“.